# Jogos da Commonwealth de 2010
Os Jogos da Commonwealth de 2010, oficialmente denominados XIX Jogos da Commonwealth,  aconteceram em Délhi, na Índia entre 3 e 14 de outubro de 2010. Um total de 6 081 atletas de 71 nações e dependências da Commonwealth competiram em 272 eventos de 21 esportes.
Com uma população de mais de 15 milhões de pessoas, Délhi foi a maior cidade na história a sediar os Jogos.[carece de fontes?] Esse foi o maior evento multiesportivo realizado na Índia, que antes sediou os Jogos Asiáticos de 1951 e de 1982. As cerimônias ocorreram no Estádio Jawaharlal Nehru, principal estádio do país.
Ao contrário das edições anteriores, Délhi não foi proclamada sede do evento. A cidade derrotou Hamilton, no Canadá por 44 votos a 22 na Assembleia Geral da Federação dos Jogos da Commonwealth realizada em Montego Bay, na Jamaica, em 13 de novembro de 2003.
Essa foi a primeira vez que os Jogos aconteceram na Índia, sendo a segunda sediada na Ásia (a primeira foi em 1998 na Malásia) e a terceira em um país em desenvolvimento.

## Modalidades
Em parênteses o número de eventos:
| - Atletismo - Badminton - Boxe - Ciclismo - Esportes aquáticos - Nado sincronizado - Natação - Saltos ornamentais - Ginástica - Halterofilismo |  | - Hóquei sobre grama - Lawn bowls - Lutas - Netball - Rugby sevens - Squash - Tênis - Tênis de mesa - Tiro - Tiro com arco |

O Kabaddi foi escolhido como o esporte de demonstração nos Jogos de 2010.
O triatlo originalmente estava entre as modalidades esportivas programadas para os Jogos, mas foi removido pela falta de local para a realização da natação. O esporte retornou em 2014, em Glasgow. Em vias dessa exclusão, o comitê organizador propôs a adição de um outro esporte, que no caso foi o tiro com arco. O comitê organizador também propôs a remoção do basquetebol, alegando que o esporte não tem popularidade suficiente na Índia, e a vaga foi ocupada pelo tênis. Apesar da grande pressão, o esporte mais popular do país, o críquete, não teve autorização do órgão regulador da modalidade na Índia porque os organizadores queriam que o formato Twenty20 fosse disputado.

## Países participantes

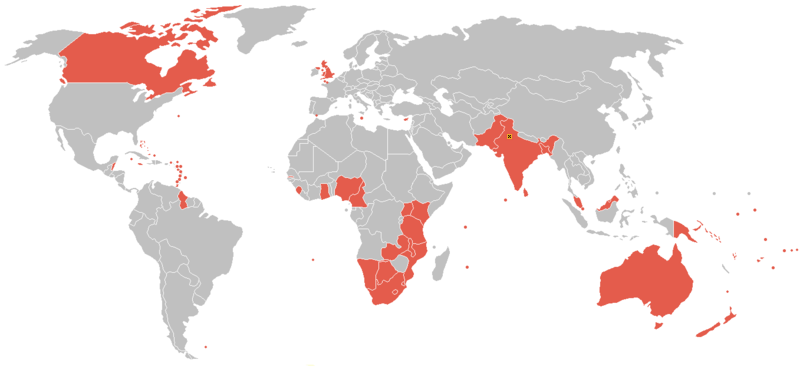
Nações participantes nos Jogos.

| - África do Sul - Anguila - Antígua e Barbuda - Austrália - Bahamas - Bangladesh - Barbados - Belize - Bermudas - Botswana - Brunei - Camarões - Canadá - Chipre - Dominica - Escócia - Gâmbia - Gana | - Gibraltar - Granada - Guernsey - Guiana - Ilha de Man - Ilha Norfolk - Ilhas Caimã - Ilhas Cook - Ilhas Malvinas - Ilhas Salomão - Ilhas Virgens Britânicas - Índia - Inglaterra - Irlanda do Norte - Jamaica - Jersey - Kiribati - Lesoto | - Malawi - Malásia - Maldivas - Malta - Ilhas Maurícias - Moçambique - Monserrate - Namíbia - Nauru - Nigéria - Niue - Nova Zelândia - País de Gales - Papua-Nova Guiné - Paquistão - Quênia - Ruanda - Samoa | - Santa Helena - Santa Lúcia - São Cristóvão e Neves - São Vicente e Granadinas - Serra Leoa - Seicheles - Singapura - Sri Lanka - Essuatíni - Tanzânia - Tonga - Trinidad e Tobago - Turcas e Caicos - Tuvalu - Uganda - Vanuatu - Zâmbia |

## Calendário
Este é o calendário oficial dos Jogos:

## Medalhas
País sede destacado.

| Ordem | País                     | Medalha de ouro | Medalha de prata | Medalha de bronze | Total |
| ----- | ------------------------ | --------------- | ---------------- | ----------------- | ----- |
| 1     | Austrália                | 74              | 55               | 48                | 177   |
| 2     | Índia                    | 38              | 27               | 36                | 101   |
| 3     | Inglaterra               | 37              | 60               | 46                | 143   |
| 4     | Canadá                   | 26              | 17               | 33                | 76    |
| 5     | África do Sul            | 12              | 11               | 10                | 33    |
|       | Quénia                   | 12              | 11               | 10                | 32    |
| 7     | Malásia                  | 12              | 10               | 14                | 36    |
| 8     | Singapura                | 11              | 11               | 9                 | 31    |
| 9     | Nigéria                  | 11              | 8                | 14                | 33    |
| 10    | Escócia                  | 9               | 10               | 7                 | 26    |
| 11    | Nova Zelândia            | 6               | 22               | 8                 | 36    |
| 12    | Chipre                   | 4               | 3                | 4                 | 11    |
| 13    | País de Gales            | 3               | 6                | 10                | 19    |
| 14    | Irlanda do Norte         | 3               | 3                | 4                 | 10    |
| 15    | Samoa                    | 3               |                  | 1                 | 4     |
| 16    | Jamaica                  | 2               | 4                | 1                 | 7     |
| 17    | Paquistão                | 2               | 1                | 2                 | 5     |
| 18    | Uganda                   | 2               |                  |                   | 2     |
| 19    | Bahamas                  | 1               | 1                | 4                 | 6     |
| 20    | Botswana                 | 1               | 1                | 2                 | 4     |
| 21    | Nauru                    | 1               | 1                |                   | 2     |
| 22    | Ilhas Cayman             | 1               |                  |                   | 1     |
|       | São Vicente e Granadinas | 1               |                  |                   | 1     |
| 24    | Trindade e Tobago        |                 | 4                | 2                 | 6     |
| 25    | Camarões                 |                 | 2                | 4                 | 6     |
| 26    | Gana                     |                 | 1                | 3                 | 4     |
| 27    | Namíbia                  |                 | 1                | 2                 | 3     |
| 28    | Sri Lanka                |                 | 1                | 1                 | 2     |
| 29    | Papua-Nova Guiné         |                 | 1                |                   | 1     |
|       | Seicheles                |                 | 1                |                   | 1     |
| 31    | Ilha de Man              |                 |                  | 2                 | 2     |
|       | Maurícia                 |                 |                  | 2                 | 2     |
|       | Tonga                    |                 |                  | 2                 | 2     |
| 35    | Bangladesh               |                 |                  | 1                 | 1     |
|       | Guiana                   |                 |                  | 1                 | 1     |
|       | Santa Lúcia              |                 |                  | 1                 | 1     |
| TOTAL | TOTAL                    | 272             | 274              | 282               | 828   |